# Lavillatte
Lavillatte est une commune française, située dans le département de l'Ardèche en région Auvergne-Rhône-Alpes.
Ses habitants sont appelés les Viallattins et les Viallattines.

## Géographie

### Situation et description
Lavillatte est située à 15 kilomètres de Langogne, 40 kilomètres du Puy-en-Velay et à 50 kilomètres d'Aubenas. La commune est comprise dans le canton de Coucouron, dans l'arrondissement de Largentière et dans le département de l'Ardèche. La municipalité possède 1 860 hectares dont 660 hectares de forêt.

### Climat
Pour des articles plus généraux, voir Climat d'Auvergne-Rhône-Alpes et Climat de l'Ardèche.
En 2010, le climat de la commune est de type climat de montagne, selon une étude du CNRS s'appuyant sur une série de données couvrant la période 1971-2000. En 2020, Météo-France publie une typologie des climats de la France métropolitaine dans laquelle la commune est exposée à un climat de montagne ou de marges de montagne et est dans la région climatique Sud-est du Massif Central, caractérisée par une pluviométrie annuelle de 1 000 à 1 500 mm, minimale en été, maximale en automne.
Pour la période 1971-2000, la température annuelle moyenne est de 6,8 °C, avec une amplitude thermique annuelle de 15,5 °C. Le cumul annuel moyen de précipitations est de 1 193 mm, avec 9,7 jours de précipitations en janvier et 6,4 jours en juillet. Pour la période 1991-2020, la température moyenne annuelle observée sur la station météorologique de Météo-France la plus proche, « Issanlas_sapc », sur la commune d'Issanlas à 5 km à vol d'oiseau, est de 7,3 °C et le cumul annuel moyen de précipitations est de 1 017,1 mm,. Pour l'avenir, les paramètres climatiques de la commune estimés pour 2050 selon différents scénarios d'émission de gaz à effet de serre sont consultables sur un site dédié publié par Météo-France en novembre 2022.

### Hydrographie
Le territoire communal est traversé par L'Espézonnette, un affluent droit de l'Allier, c'est-à-dire un sous-affluent de la Loire, positionnant la commune dans le bassin de la Loire.

### Voies de communication
Le territoire communal est traversé par la RN 102 qui relie Lempdes-sur-Allagnon par Le Puy-en-Velay à Montélimar.

## Urbanisme

### Typologie
Au 1er janvier 2024, Lavillatte est catégorisée commune rurale à habitat très dispersé, selon la nouvelle grille communale de densité à 7 niveaux définie par l'Insee en 2022.
Elle est située hors unité urbaine et hors attraction des villes,.

### Occupation des sols
L'occupation des sols de la commune, telle qu'elle ressort de la base de données européenne d’occupation biophysique des sols Corine Land Cover (CLC), est marquée par l'importance des forêts et milieux semi-naturels (81,9 % en 2018), en diminution par rapport à 1990 (85 %). La répartition détaillée en 2018 est la suivante : 
forêts (53,3 %), milieux à végétation arbustive et/ou herbacée (28,6 %), prairies (13,8 %), zones agricoles hétérogènes (4,3 %).
L'évolution de l’occupation des sols de la commune et de ses infrastructures peut être observée sur les différentes représentations cartographiques du territoire : la carte de Cassini (XVIIIe siècle), la carte d'état-major (1820-1866) et les cartes ou photos aériennes de l'IGN pour la période actuelle (1950 à aujourd'hui).

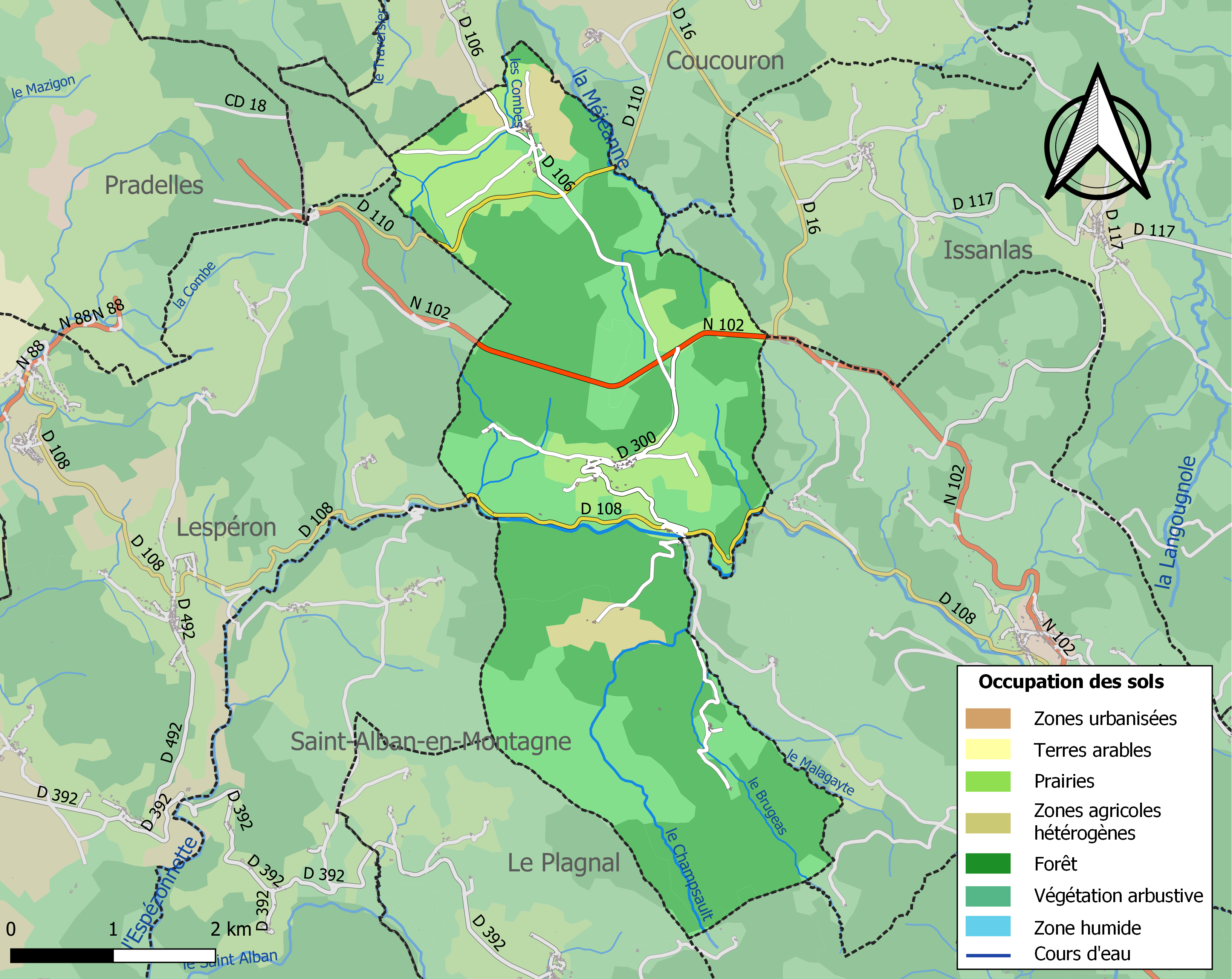
Carte des infrastructures et de l'occupation des sols de la commune en 2018 (CLC).

## Histoire

### Les Hospitaliers
Lavillatte était le siège d’une commanderie hospitalière, la commanderie de Devesset, appartenant aux Hospitaliers de l'ordre de Saint-Jean de Jérusalem. C’était une propriété des Chartreux, cédée aux Hospitaliers en 1231. Lavillatte formait alors avec les maisons de Devesset, Saint-Jean-de-Trignan, Pailhès, Grozon et Saint-Georges d’Annonay un « magistère » dont le siège était à Devesset et qui dépendait du grand prieuré d’Auvergne. En 1315, le commandeur était Aymon de Montlaur puis vers la fin du XIVe siècle, on trouve Pierre du Teil et en 1429 il y avait le « vénérable homme Giraud Spinadelli », commandeur de « la Villatte ». Lavillatte fut rattachée au grand prieuré de Saint-Gilles, probablement lors de la réorganisation qui a suivi la dévolution aux Hospitaliers des biens des Templiers, au début du XIVe siècle. En effet, on constate au XVe siècle que Lavillatte était encore une commanderie indépendante qui possédait des biens au sud d'Aubenas puis au XVIIIe siècle, le compte rendu d’une visite canonique  confirme ce rattachement, Lavillatte dépendant alors de la commanderie de Palhers en Gévaudan qui était elle-même un des membres du Grand Prieuré de Saint-Gilles.

### Les Antonins
D'après Albin Mazon (alias Docteur Francus), il y avait aussi à Lavilatte une commanderie des Antonins dépendant de la commanderie des Antonins d'Aubenas. Cette commanderie est aussi appelée "commanderie de Pradelles" .

## Politique et administration

### Liste des maires
| Période                                  | Période                       | Identité          | Étiquette    | Qualité                                      |
| ---------------------------------------- | ----------------------------- | ----------------- | ------------ | -------------------------------------------- |
| Les données manquantes sont à compléter. |                               |                   |              |                                              |
| juin 1989                                | mars 1995                     | Régis Teyssier    | DVD          | Retraité Conseiller général                  |
| juin 1995                                | mars 2014                     | Jérôme Gros       | DVD puis DVG | Fonctionnaire territorial Conseiller général |
| mars 2014                                | mai 2020                      | Joël Enjolras     | DVD          | Agriculteur                                  |
| mai 2020                                 | En cours (au 6 décembre 2020) | Marylaine Mercier |              | Enseignante                                  |

## Population et société

### Démographie
L'évolution du nombre d'habitants est connue à travers les recensements de la population effectués dans la commune depuis 1793. Pour les communes de moins de 10 000 habitants, une enquête de recensement portant sur toute la population est réalisée tous les cinq ans, les populations de référence des années intermédiaires étant quant à elles estimées par interpolation ou extrapolation. Pour la commune, le premier recensement exhaustif entrant dans le cadre du nouveau dispositif a été réalisé en 2008.

En 2022, la commune comptait 43 habitants, en évolution de −36,76 % par rapport à 2016 (Ardèche : +2,48 %, France hors Mayotte : +2,11 %).
| 1793 | 1800 | 1806 | 1821 | 1831 | 1836 | 1841 | 1846 | 1851 |
| ---- | ---- | ---- | ---- | ---- | ---- | ---- | ---- | ---- |
| 200  | 214  | 266  | 389  | 432  | 403  | 360  | 318  | 344  |

| 1856 | 1861 | 1866 | 1872 | 1876 | 1881 | 1886 | 1891 | 1896 |
| ---- | ---- | ---- | ---- | ---- | ---- | ---- | ---- | ---- |
| 355  | 313  | 347  | 328  | 390  | 398  | 437  | 420  | 401  |

| 1901 | 1906 | 1911 | 1921 | 1926 | 1931 | 1936 | 1946 | 1954 |
| ---- | ---- | ---- | ---- | ---- | ---- | ---- | ---- | ---- |
| 360  | 346  | 314  | 273  | 272  | 227  | 246  | 181  | 167  |

| 1962 | 1968 | 1975 | 1982 | 1990 | 1999 | 2006 | 2008 | 2013 |
| ---- | ---- | ---- | ---- | ---- | ---- | ---- | ---- | ---- |
| 144  | 134  | 103  | 101  | 98   | 87   | 79   | 77   | 82   |

| 2018 | 2022 | - | - | - | - | - | - | - |
| ---- | ---- | - | - | - | - | - | - | - |
| 45   | 43   | - | - | - | - | - | - | - |

### Enseignement
La commune est rattachée à l'académie de Grenoble.

### Médias
La commune est située dans la zone de distribution de deux organes de la presse écrite :
- L'Hebdo de l'Ardèche

Il s'agit d'un journal hebdomadaire français basé à Valence et diffusé à Privas depuis 1999. Il couvre l'actualité de tout le département de l'Ardèche.
- Le Dauphiné libéré

Il s'agit d'un journal quotidien de la presse écrite française régionale distribué dans la plupart des départements de l'ancienne région Rhône-Alpes, notamment l'Ardèche. La commune est située dans la zone d'édition de Privas / Aubenas.

## Économie
En juin 2017, EDF inaugure le parc éolien de la montagne ardéchoise, le plus puissant de la Région Auvergne-Rhône-Alpes, situé sur six communes du département de l’Ardèche (Saint-Étienne-de-Lugdarès, Lespéron, Lavillatte, Issanlas, Le Plagnal et Laveyrune). L’installation comprend 29 turbines pour une puissance installée de 73,5 MW. EDF ouvre également dans la région une agence de développement de projets d’énergies renouvelables.

## Culture et patrimoine

### Lieux et monuments
- Commanderie de Devesset
- Église Saint-Jean-Baptiste de Lavillatte

### Héraldique
|  | Lavillatte possède des armoiries dont l'origine et le blasonnement exact ne sont pas disponibles. |